# 西恩·帕威
西恩·帕威（Sean Pertwee，1964年6月4日—）是英國的一位演員和培養演員。他在福斯廣播電視電視劇萬惡高譚市中飾演阿福·潘尼沃斯。他是一位工黨的支持者。